# 孫蒂格峰

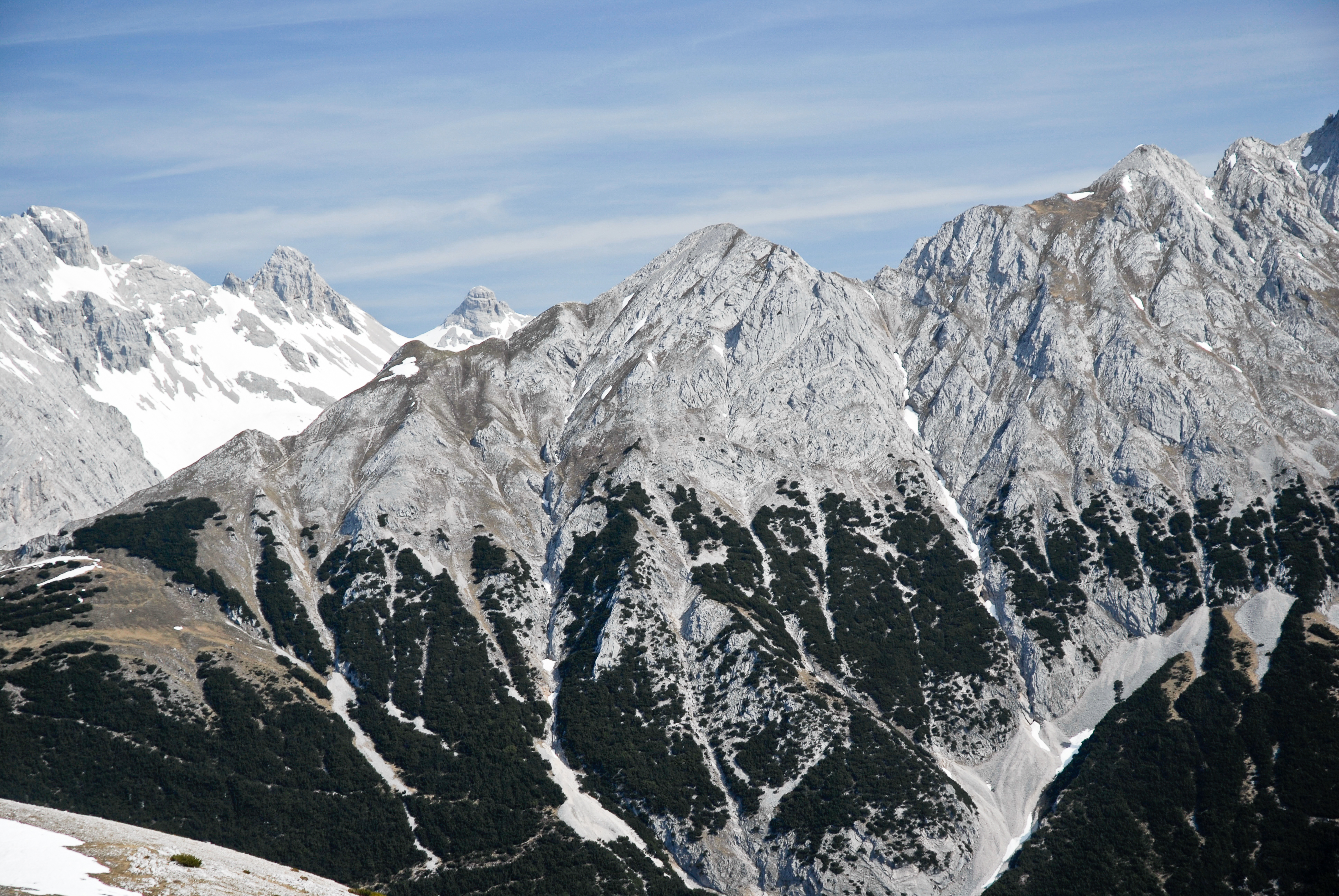

47°21′53″N 11°28′53″E / 47.36472°N 11.48139°E
孫蒂格峰（德語：Sunntigerspitze），是奧地利的山峰，位於該國西部，由蒂羅爾州負責管轄，屬於卡爾文德爾山脈的一部分，距離格拉本卡爾峰0.9公里，海拔高度2,416米，人類在1870年首次登頂。